# John Carleton (utövare av nordisk skidsport)
John Carleton, född 13 september 1899 och död i januari 1977, var en amerikansk vinteridrottare som var aktiv inom nordisk kombination under 1920-talet. Han medverkade vid olympiska vinterspelen i nordisk kombination och slutade på tjugoandra plats vid Olympiska vinterspelen 1924. Han tävlade även i 18 km längdskidor under samma Olympiska vinterspel, hans placering blev trettionde.